# 蓋摩斯
《蓋摩斯》（又译作），是一款由ASCII公司制作和出品的3D射击游戏。游戏于1985年8月28日在FC遊戲機发行，是FC遊戲機第一款非由街機遊戲或家用機移植的射擊遊戲，純粹為本平台原創。
本游戏是一款3D射击游戏，玩家需要四面八方移動将敌人击落，最終目標是要擊落頭目福波斯（Phobos）。